# Micromus linearis
Micromus linearis is een insect uit de familie van de bruine gaasvliegen (Hemerobiidae), die tot de orde netvleugeligen (Neuroptera) behoort. 
Micromus linearis is voor het eerst wetenschappelijk beschreven door Hagen in 1858.